# Маре, Сириль
Сириль Маре (фр. Cyrille Maret, р.11 августа 1987) — французский дзюдоист, бронзовый призёр Олимпийских игр, призёр чемпионатов Европы и Европейских игр.

## Биография
Родился в 1987 году в Дижоне. В 2013 году стал бронзовым призёром чемпионата Европы, в 2014 году повторил этот результат. В 2015 году завоевал бронзовую медаль Европейских игр.